# چیفت‌لیک‌کوی (دازقری)
چیفت‌لیک‌کوی (به ترکی استانبولی: Çiftlikköy) یک منطقهٔ مسکونی در ترکیه است که در دازقری واقع شده‌است.